# Мері Роджерс Вільямс

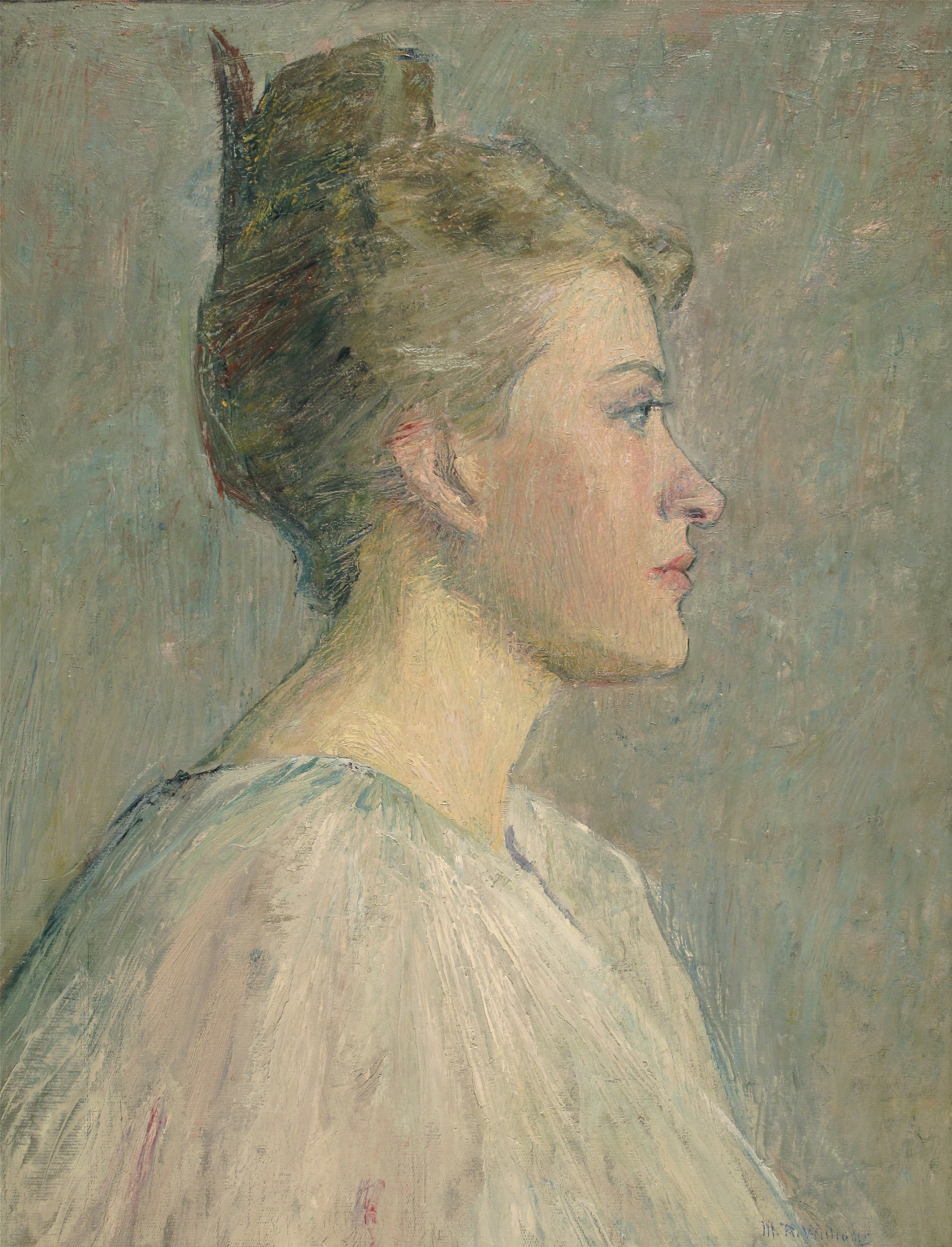
Профіль, бл. 1895, полотно, олія, Мері Роджерс Вільямс (1857—1907)

Мері Роджерс Вільямс (30 вересня 1857 , Гартфорд  — 17 вересня 1907 , Флоренція ) — американська художниця-тоналістка та імпресіоністка, відома своїми портретами та пейзажами пастелью та олією. Була членом другої команди художнього відділу коледжу Сміт з 1888 по 1906 рік під керівництвом Дуайта Вільяма Трайона і заслужила визнання за картини своєї рідної Нової Англії та сцени з її великих подорожей Європою, від Норвегії до руїн Пестума на південь від Неаполя.

## Життєпис
Мері Роджерс Вільямс народилася 1857 року і виросла в Гартфорді, штат Коннектикут, п'ятою з шести дітей Едварда Вільямса (1822—1871), процвітаючого пекаря, і Мері Енн Френч Вільямс (1824—1861). Мері та її сестри, що залишилися в живих, Люсі, Еббі та Лора були зірковими студентами Гартфордської державної середньої школи, і жодна з них не була одружена. Раннім наставником Мері Роджерс Вільямс був Джеймс Веллс Чемпні. Мері навчалася в Лізі студентів мистецтв у Вільяма Мерріта Чейза і в Товаристві декоративного мистецтва Гартфорда, перш ніж обійняти посаду Сміта. (Сусід і друг сім'ї з Гартфорду Ліндлі Вільямс Хаббелл став відомим поетом.) Художниця вивчала малювання, живопис, скульптуру, історію мистецтва, «дизайн з практичною роботою» та «художню анатомію», також написала каталог колекції гіпсової скульптури коледжу. Час від часу відвідувала Нью-Йорк, заїжджаючи до студії свого друга Альберта Пінкхема Райдера.
Майже кожного літа Мері Роджерс Вільямс подорожувала Європою, залучаючи натовпи в селах, коли малювала пейзажі та місцевих жителів. Інколи подорожувала між містами, частково тому, що не могла дозволити собі оплатити машину чи карету, і вирушала «зловити ескіз» або «знайти ескіз», як писала своїм сестрам. Хоча Мері Вільямс була прихожанкою Єпископальної церкви, в Європі відвідувала католицькі церковні служби (іноді багато разів поспіль по неділях) і писала про розкішні костюми та музику своїм сестрам. У Гартфорді їй виготовили велосипед, доставлений за кордон для подорожей по сільській місцевості. У 1898—1899 роках, коли навчалася в Школі витончених мистецтв у Джеймса Еббота Макніла Вістлера жила в Парижі, а у 1906—1907 роках — у квартирах на вулиці Буассонад, поруч із численними іншими художниками.

## Мистецькі досягнення
Член Нью-Йоркського жіночого мистецького клубу Мері Роджерс Вільямс демонструвала власні роботи там (1899, 1902, 1903) і в таких місцях, як Американське товариство акварелі (1892), Художня асоціація Індіанаполіса (1895), Пенсільванська академія образотворчих мистецтв (1895, 1896, 1902—1904), Художні галереї Гілла, Спрінгфілд, Массачусетс (1898), Клуб американських дівчат у Парижі (1898, 1907), Національна академія дизайну (1903—1904), Нью-Йоркський клуб акварелі (1892—1896, 1899—1902), Товариство американських художників (1896), Галерея Макбета (1902, 1903 — вона також замовила у Макбета «акваріумні» рамки з шаром скла в дюймі від ніжної пастельній поверхні) і в Паризькому салоні (1899). Пам'ятні посмертні виставки проводилися в 1908 і 1909 роках у Філадельфійському акварельному клубі (в Пенсільванській академії), Нью-Йоркському клубі акварелі та в Wadsworth Atheneum і Hartford Art Society в Гартфорді.
Серед публікацій, що позитивно характеризували творчість художниці, є New York Times, Hartford Courant, Springfield Republican і різні мистецькі журнали. У 1894 році у статті в Quarterly Illustrator (т. 2, № 6, с. 111-124), письменниця Елізабет Вільямс Чемпні описала Мері Вільямс як «художницю з рідкісним поетичним інстинктом і почуттям» та «жінку совісті, а також почуття, і з тонким презирством до будь-яких фальсифікацій».

## Смерть
Вільямс померла через кілька днів після того, як у Флоренції у неї діагностували пухлини черевної порожнини. Її поховали на кладовищі Аллорі (також є знак для неї з могилами її братів і сестер і батьків на кладовищі Спрінг-Гроув у Гартфорді). Сім'я та друзі зберігали її картин, тому більшість з них залишилася в приватній колекції у Новій Англії. Серед установ, які мають її роботи, є Музей мистецтв коледжу Сміт, визначні пам'ятки Коннектикуту та Історичне товариство Коннектикуту — останнє володіє портретами Вільямс її друга та покровителя, антиквара з Нью-Хейвена Джорджа Дадлі Сеймура.

## Архів художниці
Щоденник Вільямс, її фотографії та тисячі сторінок її листування знаходяться в приватній колекції Нової Англії. Кілька листів про неї та від неї є в документах Галереї Макбета в Архіві американського мистецтва Смітсонівського університету та у паперах Джорджа Дадлі Сеймура в Єльському університеті та в Історичному товаристві Коннектикуту.

## Примітка щодо посилань
Практично вся біографічна інформація Мері Роджерс Вільямс (1857—1907) походить з її архіву в приватній колекції Нової Англії, обіцяного подарунка Сміт-коледжу, який містить щоденникові записи, замальовки, листи та вирізки та інші ефемери, включаючи концертні програми та конфетті з Паризьких парадів. У майже щоденних листах додому зі своїх частих поїздок Європою Мері Роджерс Вільямс, серед іншого, писала про творчість, пейзажі, стосунки з жінками-мандрівниками, а також критику реставрацій старовинних будівель, мистецтва та останніх реставрацій мистецтва в європейських музеях і галереях. Рукописний матеріал підтверджує, виправляє та конкретизує інформацію, опубліковану про неї в таких виданнях, як Art Amateur, Macbeth Gallery's Art Notes, Boston Journal, Brooklyn Daily Eagle, Buffalo Evening News, The Critic, Hartford Courant, New York Evening Post, New York Herald., New York Press, New York Sun, New York Times, New York Tribune, публікації випускників Сміт-коледжу та Springfield Republican. З жовтня 2014 року по січень 2015 року в музеї Флоренс Грісволд в Олд-Лаймі, штат Коннектикут, тривала виставка робіт художниці з опублікованими біографічними матеріалами. Її біографію написала журналістка Єва М. Кан для Wesleyan University Press.